# 道爾角
65°53′S 54°52′E / 65.883°S 54.867°E
道爾角是南極洲的海岬，位於恩德比地，處於巴特比角和波利角之間，在1930年1月12日根據澳大利亞探險家率領的探險隊發現，現時由南極條約體系管理。